# Борис Теплов
Борис Михайлович Теплов (на руски: Бори́с Миха́йлович Тепло́в) е съветски психолог, основател на школата по диференциална психология, към която също принадлежат В. Небьлицьн и В. Мерлин.

## Биография
От 1958 до 1965 е главен редактор на журнала „Въпроси по психология“. Изучава вродените способности, характер, темперамент и разработва методи за тяхната обективна диагностика и измерване. Спори с Алексей Леонтиев, който отрича вродените способности и индивидуални различия и подчертава влиянието на средата върху човека.

## Съчинения
- Теплов Б.М. Проблемы индивидуальных различий. М. 1965.
- Теплов Б.М. Психология музыкальных способностей.
- Теплов Б.М. „Способности и одаренность“ Архив на оригинала от 2009-10-05 в Wayback Machine.
- Теплов Б.М. Ум[неработеща препратка]

|  | Тази страница частично или изцяло представлява превод на страницата „Теплов, Борис Михайлович“ в Уикипедия на руски. Оригиналният текст, както и този превод, са защитени от Лиценза „Криейтив Комънс – Признание – Споделяне на споделеното“, а за съдържание, създадено преди юни 2009 година – от Лиценза за свободна документация на ГНУ. Прегледайте историята на редакциите на оригиналната страница, както и на преводната страница, за да видите списъка на съавторите. ВАЖНО: Този шаблон се отнася единствено до авторските права върху съдържанието на статията. Добавянето му не отменя изискването да се посочват конкретни източници на твърденията, които да бъдат благонадеждни. |